# Diospage rhebus
Diospage rhebus là một loài bướm đêm thuộc phân họ Arctiinae, họ Erebidae.